# E3 Saxo Bank Classic 2021
Das Straßenradrennen E3 Saxo Bank Classic 2021 war die 64. Austragung des belgischen Eintagsrennens. Das Rennen fand am 26. März statt und war Teil der UCI WorldTour 2021.

## Teilnehmende Mannschaften und Fahrer
Neben den 18 UCI WorldTeams standen 6 UCI ProTeams am Start. Für jedes Team starteten sieben Fahrer. Von den 168 Fahrern erreichten 101 Fahrer das Ziel.
Vor dem Start des Rennens wurde der Matthew Walls von der Bora-Hansgrohe-Mannschaft positiv auf COVID-19 getestet. Obwohl seine Teamkollegen negativ getestet wurden, durften sie nicht starten.
Als Hauptfavoriten gingen die beiden ehemaligen Cyclocross-Stars Wout van Aert (Jumbo-Visma) und Mathieu van der Poel (Alpecin-Fenix) an den Start. Als ihre größten Herausforderer galt das Team Deceuninck-Quick-Step, dass mit dem Titelverteidiger Zdeněk Štybar, Yves Lampaert, Florian Sénéchal und Kasper Asgreen gleich mehrere Möglichkeiten auf den Sieg hatten. Weitere Topfahrer des stark besetzten Fahrerfeldes waren der amtierende Olympiasieger Greg Van Avermaet, Oliver Naesen (Ag2r Citroën Team), Sep Vanmarcke (Israel Start-Up Nation), Alberto Bettiol (EF Education-Nippo), Matteo Trentin (UAE-Team Emirates), Michael Matthews (BikeExchange) sowie Mads Pedersen und Jasper Stuyven (Trek-Segafredo), der eine Woche zuvor mit Mailand–Sanremo das erste Monument des Radsports des Jahres 2021 gewonnen hatte.

## Streckenführung
Die Strecke führte über 203,9 km von Harelbeke durch die Flämischen Ardennen zurück nach Harelbeke. Die Fahrer fuhren Richtung Osten und passierten anschließend in unterschiedlichen Schleifen 16 Hellingen (kurze Anstiege in Flandern) und 11 Kopfsteinpflaster-Passagen. Mit dem Tiegemberg passierten die Fahrer die letzte Steigung etwa 20 Kilometer vor dem Ziel.
|                     | km    | Kopfsteinpflaster | Anstieg |
| ------------------- | ----- | ----------------- | ------- |
| Katteberg           | 29    | ●                 | ●       |
| Holleweg            | 31    | ●                 |         |
| Paddestraat         | 43,5  | ●                 |         |
| La Houppe           | 88    |                   | ●       |
| Kanarieberg         | 93,5  |                   | ●       |
| Oude Kruisberg      | 100,5 | ●                 | ●       |
| Knokteberg          | 109,5 |                   | ●       |
| Hotondberg          | 111,7 |                   | ●       |
| Kortekeer           | 120   |                   | ●       |
| Taaienberg          | 124   | ●                 | ●       |
| Berg ten Stene      | 132,5 |                   | ●       |
| Boigneberg          | 137,5 |                   | ●       |
| Eikenberg           | 142,5 | ●                 | ●       |
| Stationsberg        | 147   | ●                 | ●       |
| Mariaborrestraat    | 148,5 | ●                 |         |
| Kapelberg           | 158   |                   | ●       |
| Paterberg           | 162   | ●                 | ●       |
| Oude Kwaremont      | 166,5 | ●                 | ●       |
| Karnemelkbeekstraat | 173,5 |                   | ●       |
| Varent              | 182   | ●                 |         |
| Tiegemberg          | 184,5 |                   | ●       |
| Ziel                | 203,9 |                   |         |

## Rennverlauf
50 Kilometer nach dem Start in Harelbeke, bildete sich eine 12-köpfige Ausreißergruppe, in der unter anderen Niki Terpstra (Team Total Direct Energie) vertreten war, der das Rennen im Jahr 2018 gewonnen hatte. Die Gruppe stellte jedoch nie eine Gefahr für das Peloton dar.
Durch eine Tempoverschärfung der Deceuninck-Quick-Step Mannschaft auf dem Kopfsteinpflasteranstieg zum Taaienbarg, 80 Kilometer vor dem Ziel, zerfiel das Fahrerfeld zum ersten Mal. Es bildete sich eine Gruppe von 11 Mann, in der alle Top-Favoriten mit Ausnahme von Greg Van Avermaet (AG2R Citroën Team) vertreten waren. Während die Ausreißergruppe gestellt wurde, fiel Wout van Aert (Team Jumbo-Visma) wegen eines technischen Defekts zurück. Dank seiner Teamkollegen konnte er die Lücke mit Van Avermaet jedoch wieder schließen. In der Zwischenzeit hatte Kasper Asgreen (Deceuninck-Quick-Step) auf dem Boigneberg 66 Kilometer vor dem Ziel angegriffen und führte nun alleine das Rennen an. Sein Vorsprung pendelte sich auf etwa 30 Sekunden ein.
Während Asgreens Vorsprung stabil blieb, kam es in der Verfolgergruppe immer wieder zu Angriffen. Zunächst konnte sich eine sechsköpfige Gruppe lösen, in der unter anderen Asgreens Teamkollege Florian Sénéchal und Oliver Naesen (AG2R Citroën Team) vertreten waren. Wout Van Aert griff schließlich auf dem Paterberg an und schloss mit Greg Van Avermaet, Mathieu van der Poel (Alpecin-Fenix) und Zdeněk Štybar (Deceuninck-Quick-Step) zu den sechs Fahrern auf. 27 Kilometer vor dem Ziel stießen mit Dylan Van Baarle (Ineos Grenadiers) und Yves Lampaert (Deceuninck-Quick-Step) zwei weitere Fahrer dazu. Lampaert fiel jedoch bald wieder aus der Gruppe, wegen eines platten Hinterrades.
Auf dem letzten Anstieg des Tages, dem Tiegemberg, griff Mathieu van der Poel 20 Kilometer vor dem Ziel an. Er konterte einen Angriff von Wout van Aert und setzte sich mit Greg Van Avermaet, Oliver Naesen, Dylan van Baarle, Zdeněk Štybar und Florian Sénéchal ab. Obwohl sich die beiden Teamkollegen von Asgreen nicht an der Nachführarbeit beteiligten, wurde er 12 Kilometer vor dem Ziel gestellt.
Im Finale nutzten die drei Fahrer von Deceuninck-Quick-Step ihre zahlenmäßige Überlegenheit aus, und Kasper Asgreen schaffte es, sich fünf Kilometer vor dem Ziel erneut zu lösen. Da keiner der abgehängten Fahrer die Nachführarbeit machen wollte, kam Asgreen allein in Harelbeke an und gewann das Rennen. Dahinter besiegt Sénéchal van der Poel im Sprint und sorgte damit für einen Doppelsieg der belgischen Deceuninck-Quick-Step-Mannschaft. Wout Van Aert erreichte das Ziel als Elfter mit eineinhalb Minuten Rückstand.

## Rennergebnis
| Platz | Fahrer               | Nation | Team                   | Zeit                   |
| ----- | -------------------- | ------ | ---------------------- | ---------------------- |
| 01.   | Kasper Asgreen       | DEN    | Deceuninck-Quick-Step  | 4:42:56 h (43,24 km/h) |
| 02.   | Florian Sénéchal     | FRA    | Groupama-FDJ           | + 0:32 min             |
| 03.   | Mathieu van der Poel | NED    | Alpecin-Fenix          | "                      |
| 04.   | Oliver Naesen        | BEL    | AG2R Citroën Team      | "                      |
| 05.   | Zdeněk Štybar        | CZE    | Deceuninck-Quick-Step  | "                      |
| 06.   | Greg Van Avermaet    | BEL    | AG2R Citroën Team      | "                      |
| 07.   | Dylan van Baarle     | NED    | Ineos Grenadiers       | "                      |
| 08.   | Markus Hoelgaard     | NOR    | Uno-X Pro Cycling Team | + 1:28 min             |
| 09.   | Gianni Vermeersch    | BEL    | Alpecin-Fenix          | + 1:30min              |
| 10.   | Marco Haller         | AUT    | Bahrain-Victorious     | "                      |